# Schloss Starý Hrozňatov

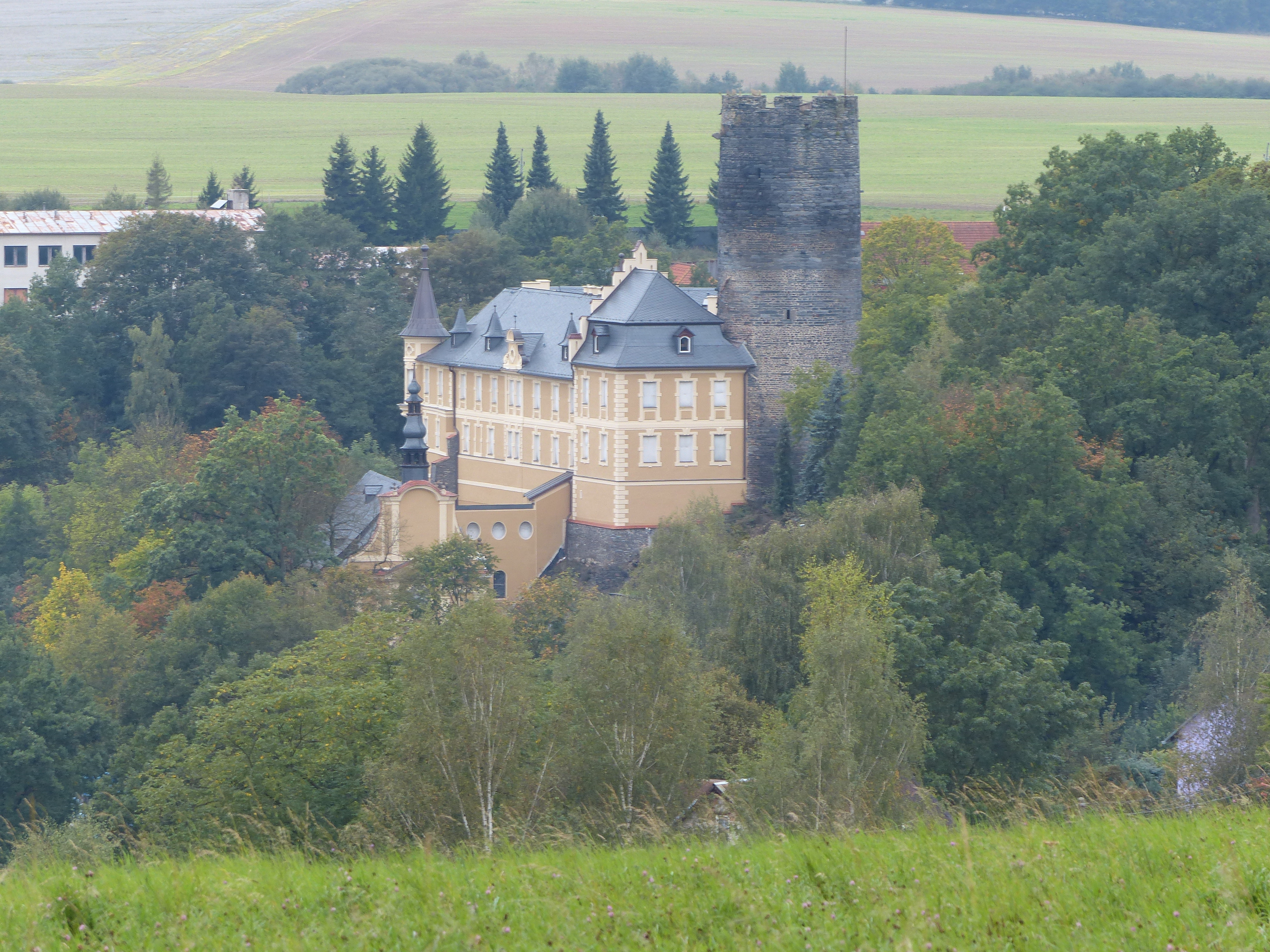
Ansicht des Schlosses, 2014

Das Schloss Starý Hrozňatov (deutsch: Kinsberg, tschechisch früher: Kinsperk) ist ein Schloss im tschechischen Hrozňatov (deutsch: Kinsberg) im Egerland, heute ein Stadtteil von Cheb.
Ursprung der Anlage war die Burg Kinsberg (auch Altenkinsberg) der Familie von Künsberg. Der Reichsritter Heinrich von Künsberg wurde 1217 als Lehnsnehmer der Staufer auf der nach ihm benannten Burg Kinsberg erwähnt. Um 1870 wurde das Schloss nach einem Entwurf des Architekten Adam Haberzettl (1816–1871) im neugotischen Stil umgebaut.
In der Ära der Tschechoslowakei ließ man die Schlossanlage verfallen, inzwischen ist sie renoviert, aber nicht für die Öffentlichkeit zugänglich. Das Schloss liegt in Hanglage am Rande des Ortes. In der Verlängerung der Straße gelangt man zur Wallfahrtskirche Maria Loreto. Ältester Bauteil ist der Bergfried inmitten der Schlossanlage, der sich eine Schlosskapelle anschließt.